# 맷 오버그

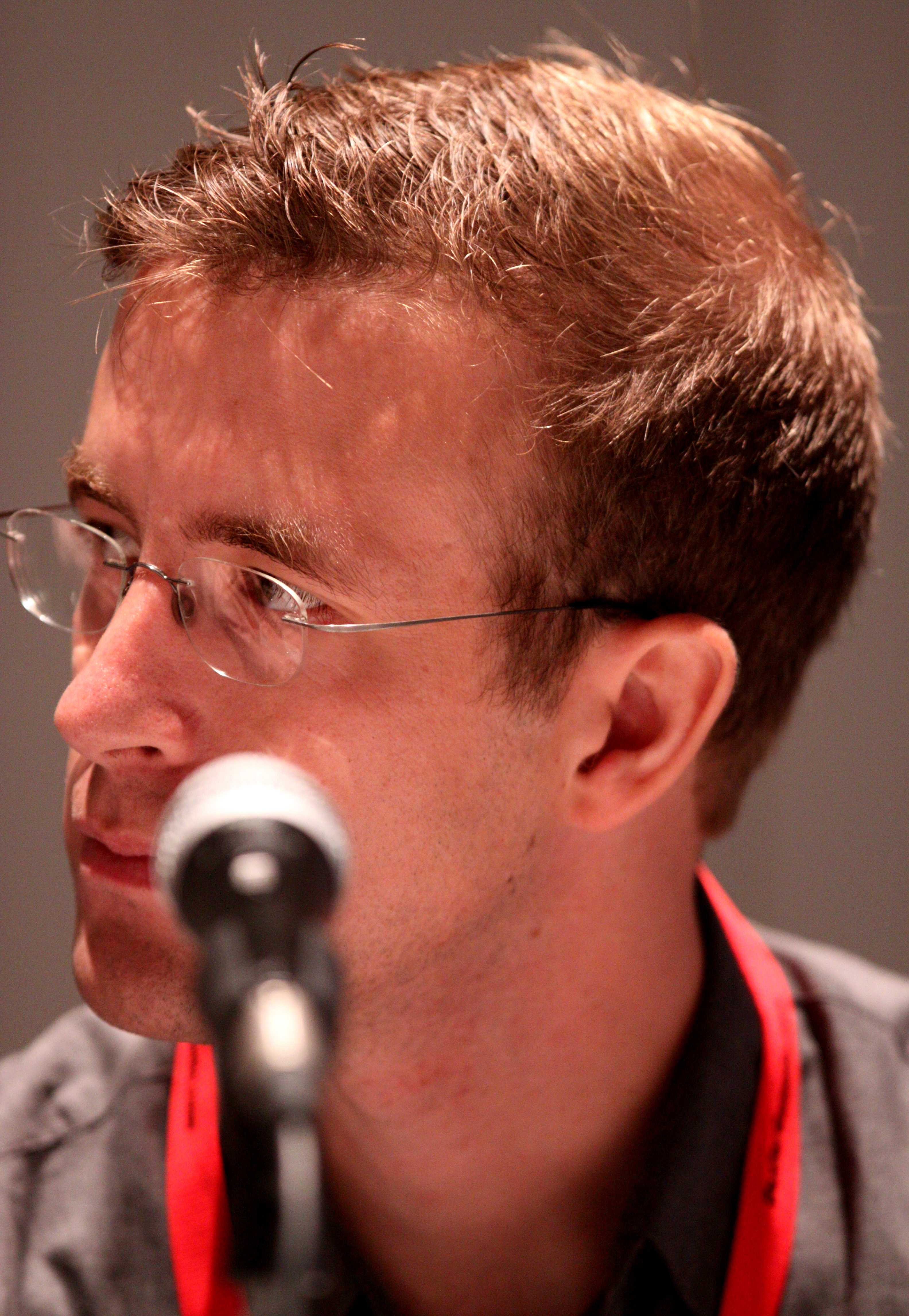

맷 오버그(Matt Oberg, 1976년 8월 12일 ~ )는 미국의 배우, 텔레비전 배우이다.

## 영화
- 마이 프리티 걸 (2013년) - 버트 역
- 본 레거시 (2012년) - C 팀 역
- 데이아 아웃 오브 더 비즈니스 (2011년) - 월리 역
- 어니언 스포츠돔 (2011년) - 마크 쉐파드 역
- 프로젝셔니스트 (2006년)